# Callboys
Callboys was een komische dramaserie uit 2016 en 2019 uitgezonden op de Belgische zender VIER. De serie werd geproduceerd door Woestijnvis en FBO.

## Verhaal

### Seizoen 1
Drie callboys, Devon, Wesley en Jay leven samen met hun "secretaris" Randy in een loft op de bovenverdieping van een consultingbureau. Samen runnen zij een escortbedrijf.
Devon, een Limburger uit Kaulille, blijkt de populairste jongen te zijn. Zijn agenda zit overvol. Hij spendeert zijn dagen vooral in de fitness. Jay, een moeilijk te verstane West-Vlaming, moet het vooral hebben van zijn goocheltrucs. Wesley is meer beredeneerd. Randy werkt sinds een half jaar voor de drie jongens. Hij neemt de telefoons aan, regelt de afspraken en doet de was.
In de eerste aflevering heeft Devon een date met Wendy in de sauna. Jay ontmoet Rita in een hotel. Rita vertelt dat ze slechte ervaringen heeft met escort Miguel, waarop Jay Miguel met een boze telefoon verrast, omdat hij de sector een slechte naam geeft. Wesley heeft een afspraak met een koppel, Sandra en Hugo. Hugo mocht op zijn vijftigste verjaardag, twee jaar geleden, van zijn vrouw een escort regelen. Nu Sandra vijftig is heeft zij Wesley geboekt. Al snel blijkt Hugo hier spijt van te hebben.
Randy heeft nog een geheim op te biechten. Tijdens de afspraak van Devon met Wendy heeft hij een date gehad met Mieke onder de naam van de Callboys. Dit is echter tegen de regels van het huis: Randy is niet aangenomen als escort en mag de naam van de Callboys niet gebruiken voor zijn eigen afspraken. Tijdens een vergadering wordt beslist dat Randy de naam van de Callboys niet meer mag gebruiken, maar hij mag wel een afspraak maken. Alleen Jay is tegen dit plan. Op dat moment staat Miguel voor de deur van de Callboys. Miguel weet Jay te overmeesteren door de fout van Jay zelf. Randy ziet dit gebeuren en geeft Miguel een kopstoot, waardoor die moet afdruipen. Jay is na deze actie akkoord dat Randy Mieke mag zien. Randy heeft echter net ervoor gebeld naar Mieke dat ze elkaar best nooit meer zien.
De volgende dag komen Wendy, die Devon nog kent van de sauna, en Fonda van het seksspeeltjesbedrijf Maverick langs. Devon heeft de meeting geregeld en is enthousiast. Jay ziet het helemaal niet zitten. Toch kan Fonda hem overtuigen door van alles te vertellen over zijn Triumph. De meeting gaat over dildo's. De jongens moeten een afdruk van hun penis maken. Wesley ziet dit totaal niet zitten, maar heeft wel een oogje op Fonda.
Wanneer Wesley, die een mislukte date achter de rug heeft, en Randy de afdrukken gaan afgeven bij Maverick wil ook Randy voor zichzelf een afdruk van zijn penis maken. Wesley wil een afspraak met Fonda, maar ze weigert. Randy blijkt een grote afdruk te hebben. Dat zou goed verkopen aldus Fonda. Wesley bestelt 300 dildo's van Randy en ook nog eens 300 extra van Jay en Devon, die er zo 600 hebben.
De volgende dag heeft Wesley een afspraak met zijn broer Anthony, die ook de boekhouder van de Callboys is. Anthony is niet tevreden met de bestelling van de 1.500 dildo's. Wesley vertelt ook dat hij gaat stoppen met escort. Intussen hebben Jay en Devon een trio met Moniek. Zij had echter Devon en Wesley besteld. Ze ziet Jay niet zitten. Jay reageert snedig. Hij voelt zich afgewezen.
Randy gaat in de leer bij Bianca, een goede vriendin van de Callboys. Randy vertelt dat hij een dochter van dertien jaar heeft, Lucy. Daarna hebben ze ook seks. Ze vindt Randy zenuwachtig maar de seks heel goed. Wesley wil aan Jay vertellen dat hij stopt als escort. Hij vertelt dat het gaat om een vriend die een familiebedrijf heeft in pluimvee. Er is ook een neef in dat bedrijf. De vriend is hijzelf en Randy is de neef. Wesley wil met andere woorden Randy zijn plaats laten innemen.
Anthony komt langs. Hij wil naast de VOF Callboys een aparte VOF maken met nevenactiviteiten, zoals de verkoop van dildo's.
De date van Wesley met Fonda is geen succes. Fonda wijst Wesley af. Hij besluit om vier dagen bij zijn bomma te gaan wonen om zijn verdriet te verwerken. Intussen maken de Callboys een duur promofilmpje met Sigi, de maker van de website die stiekem verliefd is op Devon. Wanneer Wesley na vier dagen hersteld is van zijn liefdesverdriet laten de Callboys het filmpje zien. Wesley vindt het een ramp. Het filmpje was duur, er zijn geen inkomsten binnengekomen want de jongens hebben geen escort gedaan en er staan 1.500 dildo's. Wesley stort in. Sigi gaat op de vlucht...
De Callboys geraken steeds dieper in de problemen nu ze ook een drone hebben vernield. Tony biedt hen een oplossing. Hij maakt een afspraak bij Maverick en Fuckarmy van Kjetl Benson. Benson vertelt dat hij de calltoys reeds geregistreerd heeft. Hij vernedert de Callboys. Hij wil 600 dildo's kopen. Alle dildo's van Devon, honderd van Randy en geen van Jay. Wesley wil alles of niks maar komt van een kale reis terug.
Mike van de kapotte drone komt langs. Hij bedreigt de Callboys, schiet met een paintballgeweer hun loft overhoop, en eist 3.445 euro, hetgeen Randy hem ook geeft. Alsof de Callboys niet dieper kunnen wegzakken, heeft Devon beslist om de Callboys te verlaten voor Fuckarmy. Doordat Randy dit al wist voelen Wesley en Jay zich verraden. De jongens staan verder van elkaar dan ooit.
Jay laat zich vervolgens helemaal gaan. Randy en Wesley proberen hem dit duidelijk te maken. Jay wil zijn leven terug in handen pakken, maar dit loopt fout af doordat hij ondersteboven een hele nacht aan de batmanbar bleef hangen. Hierdoor kan hij waarschijnlijk nooit meer lopen. Vervolgens komt hij op tragische wijze om het leven in een lift. Dit brengt de andere jongens echter terug bij elkaar. Op de begrafenis duikt plots Jay's tweelingbroer, Jeremy Vleugels op waardoor de callboys uiteindelijk terug met vier zijn.

### Seizoen 2
Omwille van financiële problemen zijn de Callboys verhuisd naar een houten chalet in een bos. Devon heeft het fabuleuze idee om escort-haarknipper te worden. Ondanks hij geen ervaring heeft met haarsnit, blijkt dit een succes te zijn. Na de dood van grootmoeder is Wesley volledig verslaafd aan drugs en wordt hij opgenomen in een afkickcentrum. Via-via komt hij in contact met een dame die meedoet met een online aandelenverkoop. Wesley neemt deel en zet het volledige bedrag in van zijn erfenis. Tot groot jolijt zijn de aandelen een succes en is Wesley multimiljonair. Hij besluit het geld te schenken aan Callboys voor een heropstart van de zaak.
Omwille van een incident met een dildo van Jay brandt de houten chalet af. De Callboys huren - ook dankzij het geld van Wesley- een bedrijfsruimte. Randy, die de onderhandelingen op zich neemt, vertrouwt de makelaar blindelings waardoor er een te grote ruimte wordt gehuurd. Verder doet hij ook allerhande onnodige investeringen.
Sigi wordt ingehuurd om een film te maken als eerbetoon voor Jay. Bedoeling is om een dildo van Jay te laten opstijgen vanuit een luchtballon. Hiervoor gebruiken ze een weerballon die tot in de stratosfeer belandt. Daar ontploft de weerballon en valt de dildo terug richting aarde. De dildo belandt op de kop van de hond van Mike Sleeckx waardoor deze overlijdt en Callboys voor een tweede keer verantwoordelijk zijn voor de dood van diens huisdier. Verder heeft het vallende projectiel bijna geleid tot een crash van een lijnvliegtuig.
Anthony achterhaalt dat zijn vrouw een relatie heeft met een andere vrouw en ze besluiten om te scheiden.
Omwille van slecht beleid en andere incidenten zijn de Callboys al snel terug bijna bankroet. Doch ze vinden een oplossing en vieren dit in de jaccuzi op de bovenverdieping. De vloer kan het gewicht niet houden en stort in. Daarbij komt Jeremy om. Hij komt terecht in het hiernamaals waar hij zijn tweelingbroer ontmoet.

## Rolverdeling

### Hoofdrollen
| Acteur / actrice | Personage       | Seizoen  | Seizoen  |
| Acteur / actrice | Personage       | 1        | 2        |
| ---------------- | --------------- | -------- | -------- |
| Matteo Simoni    | Devon Macharis  | Hoofdrol | Hoofdrol |
| Stef Aerts       | Wesley Biets    | Hoofdrol | Hoofdrol |
| Rik Verheye      | Jay Vleugels    | Hoofdrol | Bijrol   |
| Rik Verheye      | Jeremy Vleugels | Gastrol  | Hoofdrol |
| Bart Hollanders  | Randy Paret     | Hoofdrol | Hoofdrol |
| Yves Degryse     | Anthony Biets   | Bijrol   | Hoofdrol |

### Bijrollen
| Acteur / actrice     | Personage      | Seizoen | Seizoen |
| Acteur / actrice     | Personage      | 1       | 2       |
| -------------------- | -------------- | ------- | ------- |
| Lea Couzin           | Bomma Biets    | Bijrol  | Gastrol |
| Katrin Lohmann       | Fonda Beckers  | Bijrol  |         |
| Joke Emmers          | Wendy          | Bijrol  |         |
| Tom Dewispelaere     | Kjetl Benson   | Bijrol  |         |
| Jelle De Beule       | Sigi           | Bijrol  | Bijrol  |
| Bruno Vanden Broecke | Mike Sleeckx   | Bijrol  | Bijrol  |
| An Miller            | Bianca         | Bijrol  |         |
| Bill Barberis        | Luca           | Bijrol  |         |
| Gert Winckelmans     | Koy            | Bijrol  |         |
| Peter Ceustermans    | Hanz Rimmer    | Bijrol  |         |
| Jessa Wildemeersch   | Anja           |         | Bijrol  |
| Peter Van den Begin  | Serge Leveque  |         | Bijrol  |
| Sarah Vandeursen     | Pauline Vanhee |         | Bijrol  |
| Damiaan De Schrijver |                |         | Bijrol  |

## Afleveringen
| Afl.      | Titel                                                | Gastacteur(s) | Datum van uitzending | Kijkcijfers (live) | Kijkcijfers (uitgesteld) |
| --------- | ---------------------------------------------------- | --- | -------------------- | ------------------ | ------------------------ |
| Seizoen 1 |                                                      | |                      |                    |                          |
| 1         | Ik denk dat ik een grote fout heb gemaakt            | Peter De Graef (Hugo), Bien de Moor (Sandra), Catherine Van Bree (Mieke), Mark Verstraete, Maarten Bosmans, Jeroen Van Dyck (Miguel), Tom Ternest | 8 september 2016     | 458.908            | 1.243.586                |
| 2         | Fonda                                                | Gert Portael (Simonne), Ikram Aoulad (Noor) | 15 september 2016    | 497.781            | 1.258.335                |
| 3         | Randy is de neef                                     | Lucas Van den Eynde (Geert), Tania Van der Sanden (Hilde), Frank Focketyn, Ariane Van Vliet (Monique), Annelies De Nil | 22 september 2016    | 491.475            | 1.197.933                |
| 4         | De vloek!                                            | Eric Van Herreweghe, Sara De Bosschere, Willy Thomas (leverancier) | 29 september 2016    | 455.748            | 1.122.232                |
| 5         | I've Got the Callboys in My House                    | Bruno Vanden Broecke (Mike Sleeckx) | 6 oktober 2016       | 458.533            | 1.103.208                |
| 6         | Een kleine beslissing kan soms grote gevolgen hebben | Bruno Vanden Broecke (Mike Sleeckx), Koen De Sutter (motard), Geneviève Lagravière (klante) | 13 oktober 2016      | 440.000            | 1.037.025                |
| 7         | Voorzichtig op de baan!                              | Marijke Pinoy (Belinda), Catherine Van Bree (Mieke), Isabelle Van Hecke (Annick), Gert Portael (Simonne), Hiromi Tojo, Duy Huynh, Luc Dufourmont (vader Vleugels), Robin Pront | 20 oktober 2016      | 547.785            | 912.819                  |
| Seizoen 2 |                                                      | |                      |                    |                          |
| 1         | Wat van mij is, is van wij                           | Jimmy Dewit, Nahid Mahou, Ramzi Zerqane (Younes Selmi), Ronny Waterschoot (notaris), Line Ellegiers (Isabelle), Oscar Van Rompay, Hiske Van den Wouwer (Deborah), Eline Kuppens (Britt), Peter Van den Eede (Luc Andries), Els Deceukelier (Bea Andries), Lukas Smolders (Dirk Van Batsel), Gilles Coulier (chauffeur takelwagen), Céline Timmerman, Tanja Oostvogels (Martine) | 5 september 2019     | 578.396            | 857.136                  |
| 2         | De muur als symbool van wat dan is                   | Remi Degryse, Ramzi Zerqane (Younes Selmi), Marijke Umans, Warre Borgmans (dokter Walter), Mieke De Groote (Kristien), Vera Van Dooren (Suzy), Lore Uyttendaele (Iris), Koen van Kaam (Ernst), Bram Verrecas (Robbie Boni), Georges Siatidis (nonkel Dimitros), Tobias Giët | 12 september 2019    | 383.226            | 666.574                  |
| 3         | Fundamenteel is er eigenlijk niets veranderd         | Charlotte Timmers (Mimi), George Adindu, Mungu Cornelis (Barend), Koen van Kaam (Ernst), Annelore Crollet, Luc Dufourmont (vader Vleugels), Sofie Palmers, Warre Borgmans (dokter Walter), Kaat Arnaert, Line Ellegiers (Isabelle), Joé Agemans | 19 september 2019    | 325.637            | ?                        |
| 4         | Slikken en doorgaan                                  | Kenneth Cardon (Gaetan), Alejandra Theus (makelaarster), Georges Siatidis (nonkel Dimitros), Maya Albert (hotelreceptioniste), Bram Verrecas (Robbie Boni), Emilie De Roo (Saskia), Anja Verbruggen (bediende) | 26 september 2019    | 394.174            | ?                        |
| 5         | Wickie                                               | Karin Tanghe (dierenarts), Charlotte Timmers (Mimi), Jin Da Wang, Sin Yang Ming, Han Xia, Yan Zhou, Low Charbur, Wong Saiksing, Jo Laureys, Joris Brys (journalist) | 3 oktober 2019       | 351.672            | ?                        |
| 6         | De verbeelding wint het van de uitvoering            | Loesje Maieu (Nancy), Greg Timmermans, Veerle Malschaert (agente), Liesje De Backer (agente), Jonas Geirnaert | 10 oktober 2019      | 308.721            | ?                        |
| 7         | Deze keer niet                                       | Veerle Malschaert (agente), Liesje De Backer (agente), Jonas Geirnaert, Sven Van den Eynde | 17 oktober 2019      | 354.273            | ?                        |

## Prijs
De serie won in 2017 een Rockie Award op het BANFF in de categorie "Best Comedy Series: Non-English Language Program". Daarnaast wonnen de vier hoofdrolspelers samen ook de FIPA d'Or in Biarritz voor beste acteur. Op de Vlaamse Nacht Van De Televisiesterren won de reeks de publieksprijs voor beste tv-programma, Bart Hollanders won de prijs voor beste acteur. Ten slotte was de reeks ook nog genomineerd voor de International Emmy Awards in de categorie "Best Worldwide Comedy". De winnaar was echter Alan Partridge's Scissored Isle.

## Trivia
- Onder het kantoor van de Callboys heeft Hanz Rimmer een consultancybureau. Rimmer was ook een personage in Het eiland, eveneens van regisseur Jan Eelen.
- In de derde aflevering speelden de Dagtrippers (Geert en Hilde) uit In de gloria een gastrol.
- Op 17 oktober 2016 gaf Bart Hollanders een "Randy Paret dildo" cadeau aan Linde Merckpoel voor haar verjaardag tijdens Linde's Wake-Up Call op Studio Brussel.
- De Callboys hebben een act genaamd 'Callboys Soundsystem' waarin Randy Paret de dj is en de andere Callboys het publiek opjutten. Ze stonden al onder andere op Pukkelpop, Rock Werchter en Sjamajee.